# Карпентер, Мэри Чапин
Мэри Чапин Карпентер (англ. Mary Chapin Carpenter) — американская певица, автор-исполнитель в стилях кантри и фолк-музыки. Лауреат пяти премий Грэмми и нескольких ACM Awards, CMA Awards и Wammies.

## Биография
См. также «Mary Chapin Carpenter Biography» в английском разделе.
Родилась 21 февраля 1958 года в городе Принстон (штат Нью-Джерси, США). Её отец Чапин Карпентер-младший занимал руководящую должность в журнале Life, а мать — Мэри Боуи Робертсон, научила её играть на гитаре. Карпентер жила вместе с родителями в Японии с 1969 по 1971 годы, а потом переехала в  Вашингтон. Она училась в частной школе Princeton Day School и в Школе Тафта (Коннектикут, 1976). Карпентер описывала своё детство как «довольно типичное для пригорода», в то время как её музыкальные пристрастия формировались под влиянием артистов, альбомы которых имелись у её старшей сестры: The Mamas & the Papas, The Beatles и Джуди Коллинз. Когда ей было 16 лет, её родители развелись. Под впечатлением от этого события, она позднее сочинила песню «House of Cards». В 1981 году окончила Брауновский университет (Провиденс, штат Род-Айленд, США) со степенью в области американистики. Карпентер несколько летних сезонов играла на вашингтонской музыкальной сцене, где познакомилась с гитаристом Джоном Дженнингсом, который стал её продюсером и многолетним партнёром в музыке.
Лауреат пяти премий Грэмми, в том числе четырех подряд в категории Лучшее женское вокальное кантри-исполнение.

## Дискография
См. также «Mary Chapin Carpenter Discography» в английском разделе.
- Hometown Girl (1987)
- State of the Heart (1989)
- Shooting Straight in the Dark (1990)
- Come On Come On (1992)
- Stones in the Road (1994)
- A Place in the World (1996)
- Time* Sex* Love* (2001)
- Between Here and Gone (2004)
- The Calling (альбом Мэри Чапин Карпентер) (2007)
- Come Darkness, Come Light: Twelve Songs of Christmas (2008)
- The Age of Miracles (2010)
- Ashes and Roses (2012)
- Songs from the Movie (2014)
- The Things That We Are Made Of (2016)

## Награды и номинации
Academy of Country Music
- 1990 Top New Female Vocalist
- 1992 Top Female Vocalist

Country Music Association
- 1992 Female Vocalist of the Year
- 1993 Female Vocalist of the Year

Grammy Awards
- 1992 Best Country Vocal Performance, Female — «Down at the Twist and Shout» Видео
- 1993 Best Country Vocal Performance, Female — «I Feel Lucky» Видео
- 1994 Best Country Vocal Performance, Female — «Passionate Kisses» Видео
- 1995 Best Country Album — «Stones in the Road»
- 1995 Best Country Vocal Performance, Female — «Shut Up and Kiss Me» Видео

Honoris causa
- В 1996 году получила степень почётного доктора наук в Брауновском университете (Провиденс, Род-Айленд, США)[11]

Wammies (Washington Area Music Awards)
- 1986—1999 (49 наград)[5].